# Ембріональна індукція
Ембріональна індукція — взаємодія між частинами організму, що розвивається у багатоклітинних, безхребетних і усіх хордових.

## Історія
Явище було відкрито в 1901 році при вивченні утворення зачатка кришталика ока у зародків земноводних. Гіпотезу про механізм диференціювання, що дістав назву ембріональної індукції, на підставі експериментальних даних висунули Шпеман і Мангольд в 1924 році.

## Гіпотеза
Згідно з цією гіпотезою, існують визначені клітини, які діють як організатори на інші, відповідні для цього клітини. В умовах відсутності клітин-організаторів такі клітини підуть іншим шляхом розвитку, відмінним від того, яким вони розвивалися б в умовах присутності організаторів. Проілюструвати це можна тим самим експериментом 1924-го року, який показав, що диференціювання значною мірою контролюється впливом цитоплазми клітин одного типу на клітини іншого типу.

## Експеримент
Г. Шпеман і його співробітниця Х. Мангольд відкрили у зародків амфібій «організатор». Контрольний експеримент був проведений Хільдою Мангольд в 1921 році. Вона вирізувала шматочок тканини з дорсальної губи бластопора гаструли гребінчастого тритона (Triturus cristatus) із слабопігментованим зародком, і пересадила її у вентральну область іншої гаструли близького виду, а саме, тритона звичайного (T. vulgaris), зародок якого характеризується щедрою пігментацією. Ця природна різниця у пігментації дозволила розрізнити в химерному зародку тканини донора і реципієнта. Клітини дорсальної губи при нормальному розвитку утворюють хорду і мезодермальні соміти (міотоми). Після пересадки у гаструли-реципієнта з тканин трансплантата розвивалася друга хорда і міотоми. Над ними з ектодерми реципієнта виникала нова додаткова нервова трубка. У результаті це призвело до утворення осьового комплексу органів другого пуголовока на тому ж зародку.

## Зв'язок із загальною концепцією регуляторних механізмів онтогенезу
Явище ембріональної індукції тісно пов'язане з такими поняттями, як морфоген і морфогенетичне поле. Ще Шпеманом було показано, що інактивовані нагріванням тканини організатора зберігають індукуючу активність і середовище з-під ізольованого організатора також індукує ектодерму.
Пізніше було показано, що багато тканин дорослих тварин індукують нейралізацію ектодерми. також було відкрито речовини-індуктори, такі як хордин і ноггін (діють побічно, через пригнічення BMP (англ. Bone Morphogenetic protein) — епідермального індуктора, його інактивація хордином і ноггіном викликає нейралізацію ектодерми), і багато інших.

## Цікаві факти
- Ембріональна індукція — лише один з механізмів онтогенезу. Багатьом явищам розвитку потрібно інші механізми.
- Ділянка дорсальної губи бластопора, який при пересадці викликає на новому місці утворення мезодерми і нейроектодерми дістав назву «організатор Шпемана».
- За своє відкриття Ганс Шпеман отримав в 1935 р. Нобелівську премію.
- У онтогенезі хребетних ключову роль відіграє «організатор Шпемана-Мангольд» — група клітин, розташована у спинного краю бластопора на стадії гаструли. Він виробляє сигнальні білки, організуючі поведінку інших ембріональних клітин так, щоб з них у результаті вийшов нормальний організм. Пересадка фрагмента організатора в довільне місце іншого ембріона призводить до формування додаткової осі тіла. Експерименти на ембріонах актинії Nematostella показали, що у неї край бластопора теж є осьовим організатором, причому в основі його роботи лежить активність того ж сигнального каскаду, що і у хребетних[1][2].